# يوسيب باريشيتش (مواليد 1986)
يوسيب باريشيتش (بالكرواتية: Josip Barišić) (مواليد 14 نوفمبر 1986) هو لاعب كرة قدم كرواتي يلعب حاليًا لنادي بياست غليفيتسى البولندي.

## روابط خارجية
- يوسيب باريشيتش على موقع اتحاد كرواتيا (الكرواتية)
- يوسيب باريشيتش على موقع اتحاد أوكرانيا (الإنجليزية)
- يوسيب باريشيتش على موقع قاعدة بيانات كرة القدم.إي يو (الإنجليزية)
- يوسيب باريشيتش على موقع Soccerway.com (الإنجليزية)
- يوسيب باريشيتش على موقع عالم كرة القدم.نت (الإنجليزية)

- يوسيب باريستش
- Josip Barišić
- Performance Data Per Club